# Глебовка (Омская область)
Глебовка — деревня в Тюкалинском районе Омской области. Входит в состав Нагибинского сельского поселения.

## История
Основана в 1890 г. В 1928 году состояла из 86 хозяйства, основное население — украинцы. Центр Глебовского сельсовета Тюкалинского района Омского округа Сибирского края.

## Население
| 1926 | 2010 |
| ---- | ---- |
| 450  | ↘27  |